# Portionsverpackung

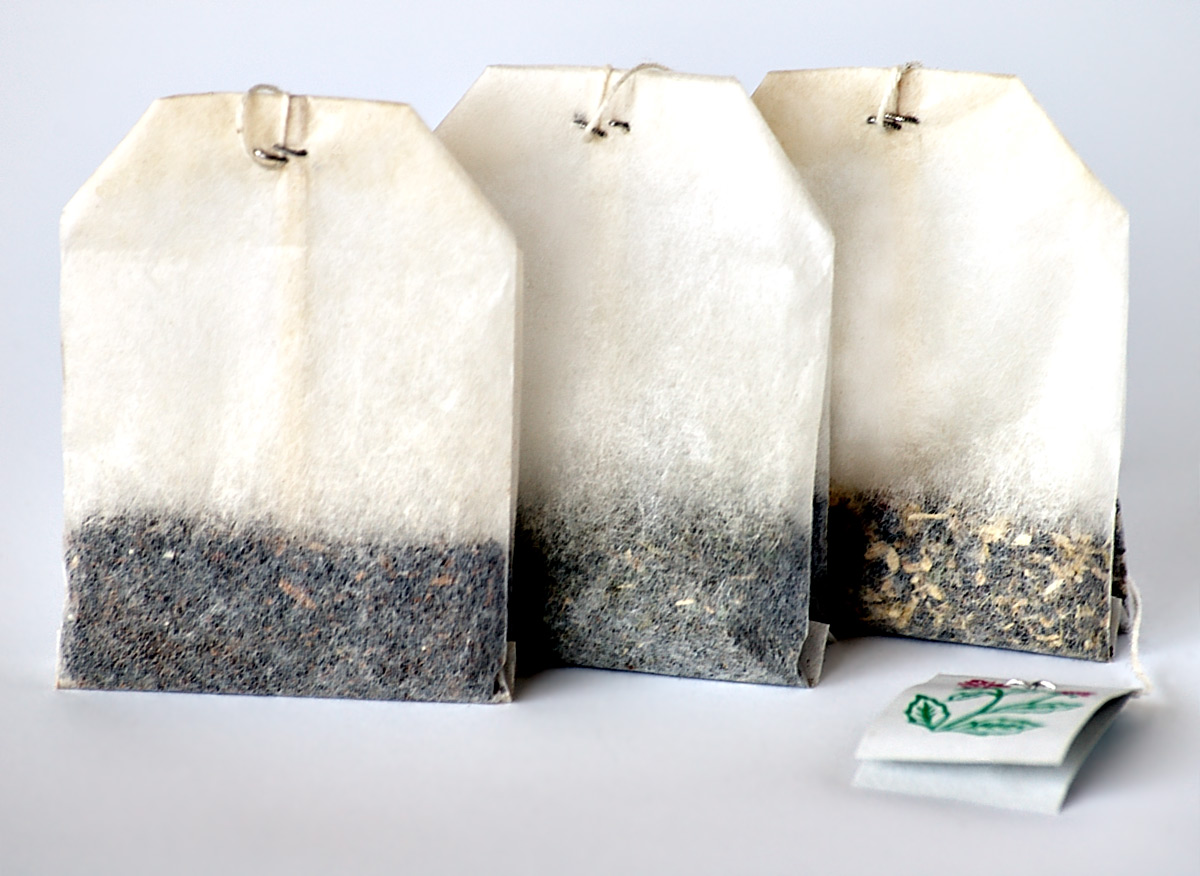
Drei verschiedene Teebeutel

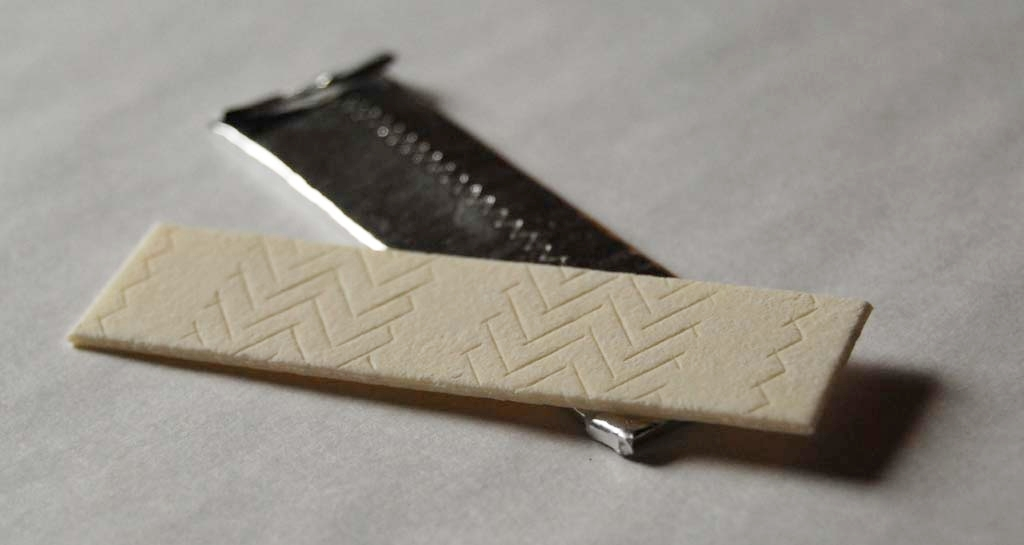
Streifenkaugummi

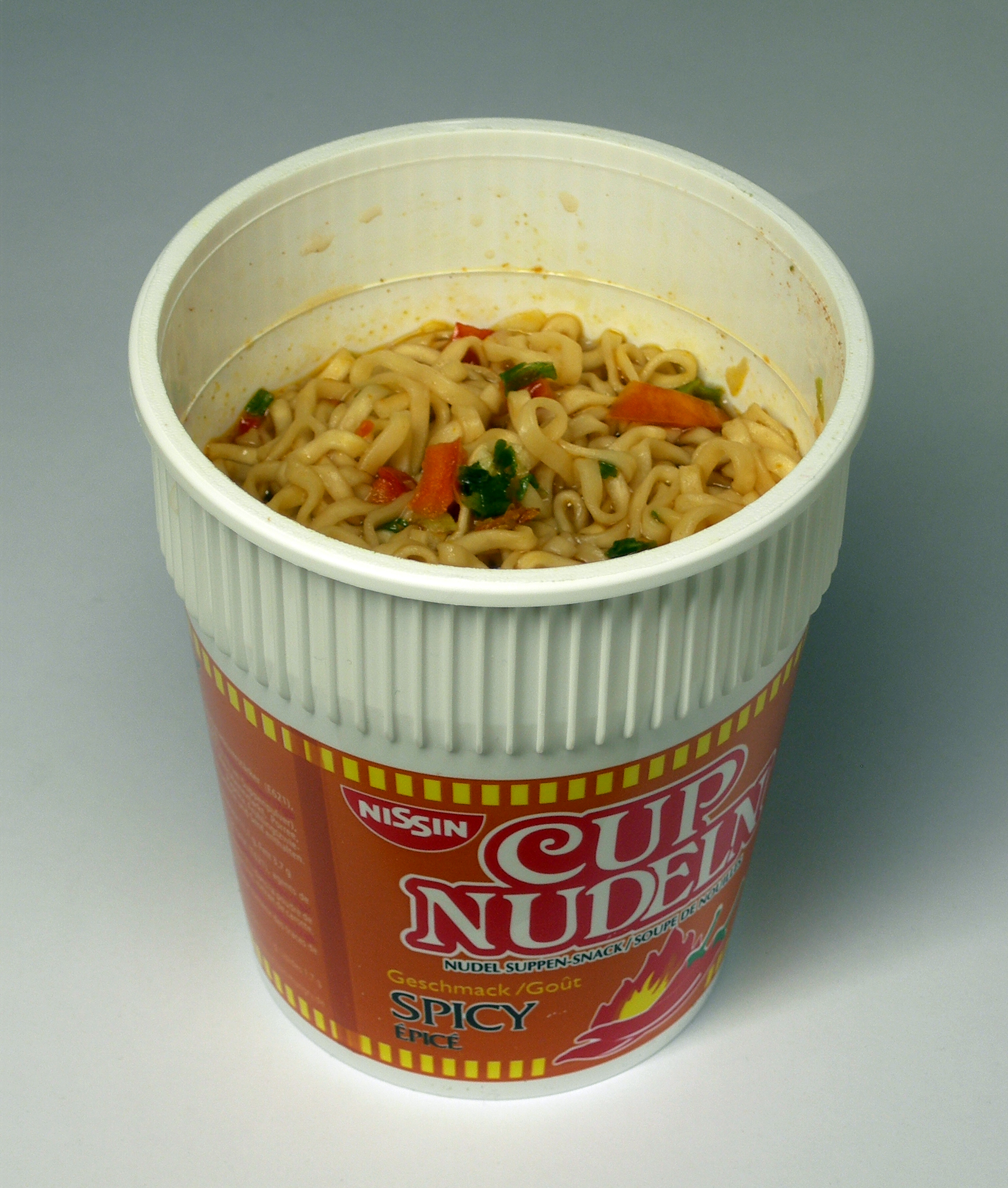
Zubereitete Instant-Nudelsuppe von Nissin Foods

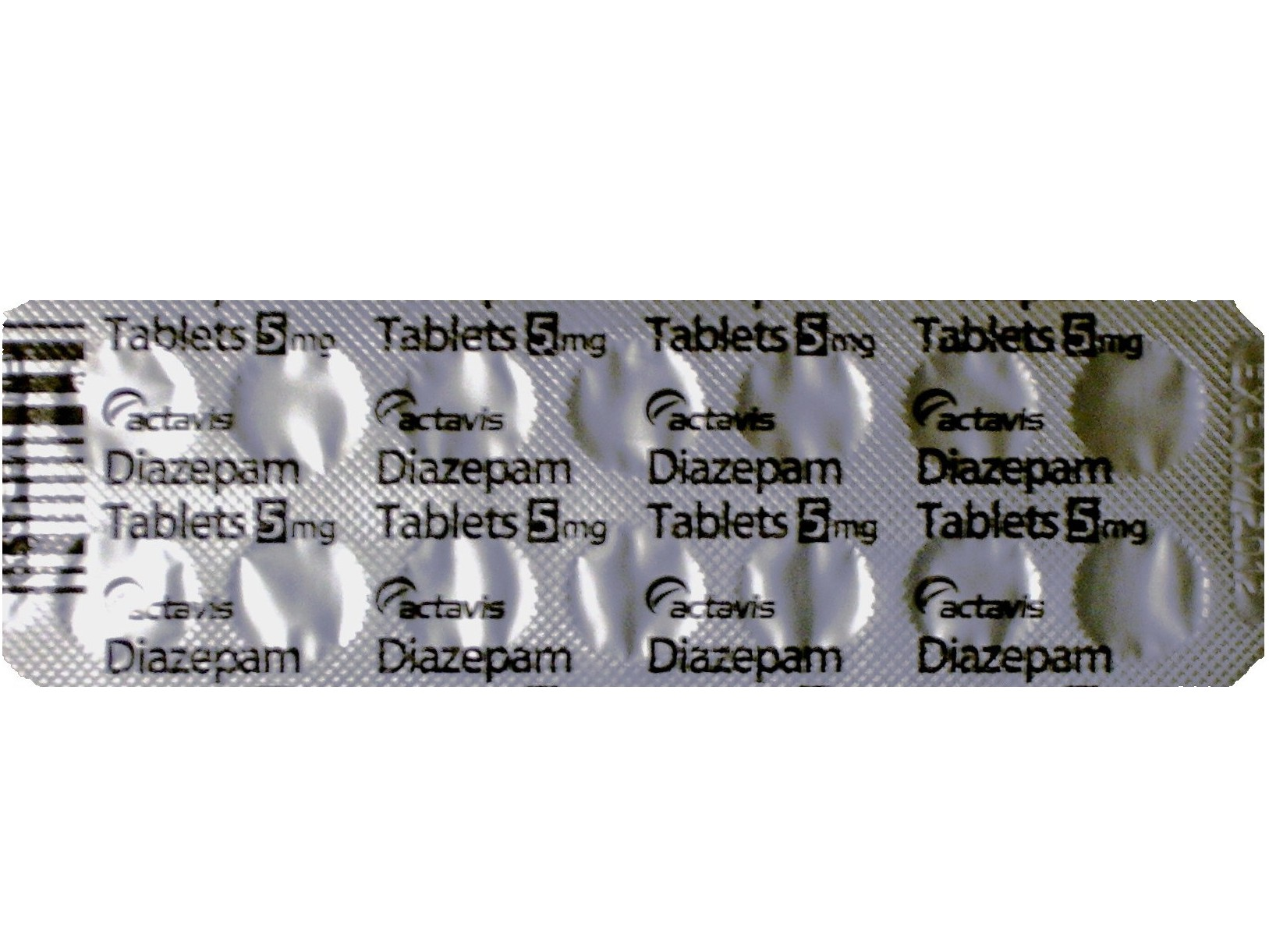
Blister mit Tabletten

Eine Portionsverpackung ist eine Sonderform der Fertigpackung, bei der das Packgut (meist Lebensmittel, Lebensmittelzusatzstoffe oder Arzneimittel) in einer abgemessenen Portionsmenge verpackt ist, die dem durchschnittlichen zugedachten Verbrauch entspricht oder die dem Einzelkonsumenten oder dem Anbieter besondere Vorteile bietet.
Sichtverpackungen von Kleinteilen zählen ebenso zu den Portionspackungen. Im weitesten Sinne ist auch eine Zigarette eine Portionsverpackung für Rauchtabak. Auch Essbesteck wird in Portionsverpackung bei Passagierflügen sowie mitunter im Gastgewerbe (mit Metallbesteck, wenn kein Tischgedeck vorgelegt ist) angeboten.

## Geschichte
Obwohl Backpulver bereits ab 1854 großtechnisch hergestellt wurde, begann seine Erfolgsgeschichte erst um 1898 durch August Oetker, der die Rezeptur weiter entwickelte und das Produkt in kleinsten Portionen für Hausfrauen zum Kuchenbacken vermarktete, anstatt wie bis dahin an Bäcker zum Brotbacken. In der Folge wurden auch Vanillinzucker, Puddingpulver und Trockenhefe in Einzelportionen vermarktet.
Um 1880 begann die Liebig’s Extract of Meat Company, Suppenwürfel herzustellen und einzeln zu verpacken.
1893 stieg William Wrigley jr. in die Kaugummiproduktion ein, sein Produkt Wrigley's Juicy Fruit wurde dank seiner unkonventionellen Werbemethoden zur beliebtesten Kaugummisorte Amerikas.
1904 oder 1908 wurde der Teebeutel erfunden; er wurde jedoch erst ab 1929 als Aufgußbeutel der Teekanne GmbH populär.
Um 1920 begann der Lebensmittelgroßhändler Karl Hellmann, Würfelzucker in Zweierpäckchen als Beilage zu Heißgetränken zu vermarkten, später auch Zuckerportionen aus Kristallzucker (Jahresproduktion 2012 1,3 Milliarden Stück). In der Folge wurden Brotaufstriche (Butter, Margarine, Konfitüre, Honig, u. a. m.), Süßstoffe, Brot, Knäckebrot und Zwieback in Portionspackungen abgefüllt.
1989 wurde das Maschinengeschirrspülmittel Somat erstmals als gepresste Tablette verkauft. Heute sind ca. 25 Millionen Geschirrspülmaschinen in Deutschland im Einsatz. Geschirrspülmaschinen-Tabs haben inzwischen mit einem Anteil von 87 % die dominierende Stellung über das klassische Pulver eingenommen (Stand 02/2008).
In neuerer Zeit setzten sich Kaffeepads und die zugehörigen Portionskaffeemaschinen anstelle der Filterkaffee-Zubereitung durch.
Medikamente bzw. Fertigarzneimittel werden oft in Blisterverpackungen verpackt.

## Vorteile

### Vorteile für Konsumenten
Portionspackungen von Lebensmitteln bieten dem Konsumenten den Vorteil, die benötigte Menge nicht abmessen zu müssen. Ein Briefchen Backpulver beispielsweise reicht für eine Standardmenge an Kuchen, oder die Rezepte sind darauf abgestimmt. Die Lebensmittel (beispielsweise Kaffeemilch) können einzelportionsweise verbraucht werden, ohne dass Reste verderben.

### Vorteile für Anbieter
- Sichtverpackungen erlauben den Verkauf von Kleinteilen in Selbstbedienungsläden in standardisierten Mengen, optisch prüfbar und bereits mit Strichcode versehen (Kommissionierung, Preisauszeichnung und abzählendes Verkaufspersonal werden nicht mehr benötigt, Kosten dafür werden eingespart)
- Teebeutel aus feinem Filtermaterialien erlauben es auch Teestaub („dust“) zu vermarkten, der ansonsten ein Abfallprodukt bei der Teeproduktion darstellt

### Vorteile im Gastgewerbe

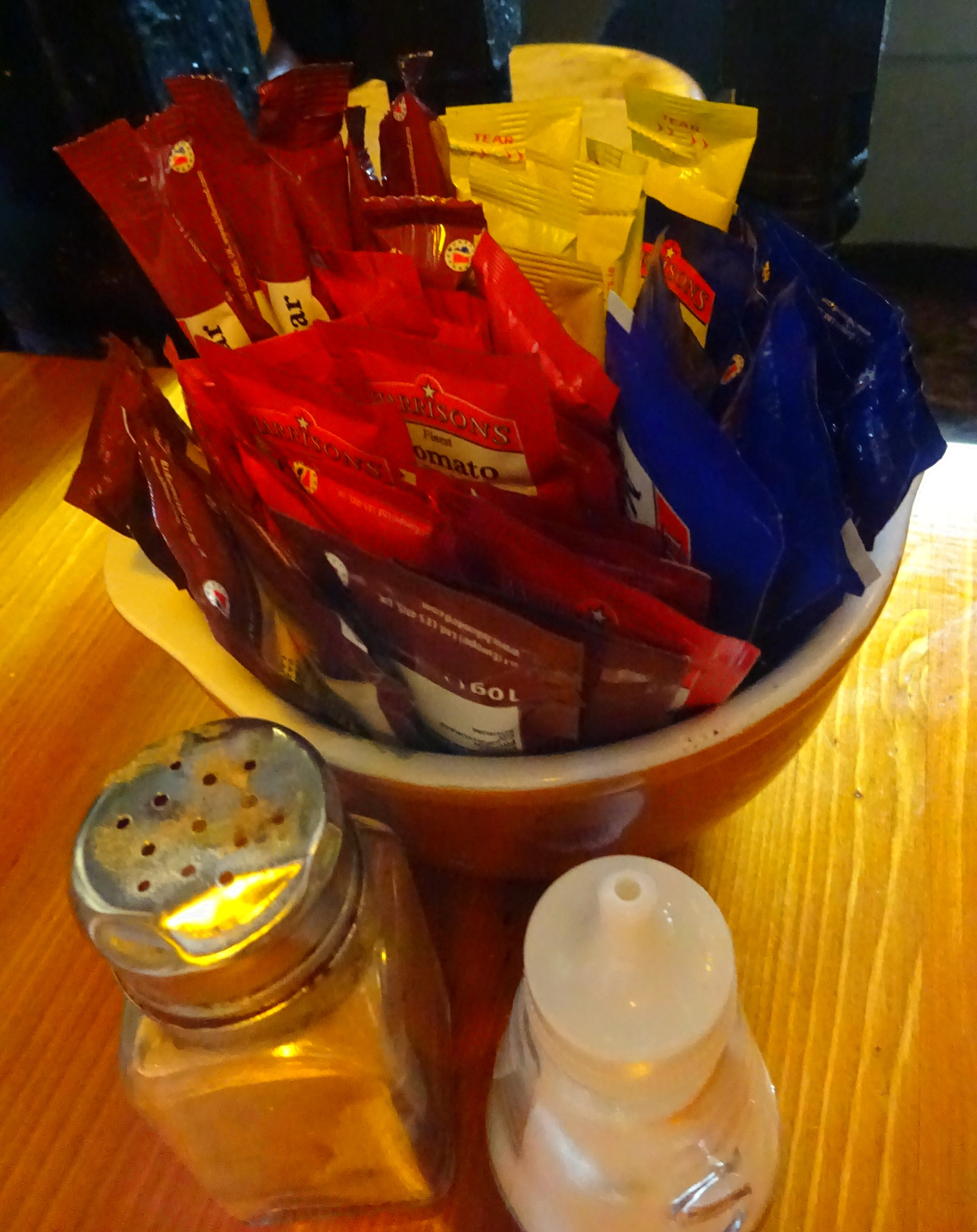
Becher mit Ketchup- und Senftüten in der Gastronomie

- Becher mit Ketchup- und Senftüten in der GastronomiePortionspackungen können zu einem Minderverbrauch des Produkts führen
- Beigaben für den Gast werden besser kalkulierbar,
- Portionspackungen (von Würfelzucker bis Duschgel) können wie sonstige Merchandisingprodukte (wie Bademäntel, Regenschirme, Golfbälle) den Namen des Betriebs als Aufdruck führen, wodurch sie Werbeträger werden[4].

## Nachteile

### Abfallproblematik
Einzelverpackungen werden als unnötiger Müll gesehen.
Nachteilig aus Sicht des Umweltschutzes ist der hohe Verpackungsmüll bei Sichtverpackungen, besonders bei kleinen Gegenständen sowie die schlechtere Ökobilanz von Kunststoff gegenüber Karton. Blister sind daher umstritten. Ein weiterer Nachteil ist, dass die Verpackung nach dem ersten Öffnen meist unbrauchbar wird. Des Weiteren gestaltet sich das Öffnen von vollständig aus Kunststoff bestehenden Blisterverpackungen bisweilen äußerst schwierig, da Vorder- und Rückseite in der Regel zusammengeschweißt sind und ein sauberes und einfaches Öffnen ohne Hilfsmittel sehr schwierig ist. Zudem kann es durch Unachtsamkeiten beim Öffnen der Blister an Schnittkanten zu Verletzungen kommen.

## Hersteller
- Optima packaging group
- Hellma Gastronomie Service